# Palicourea racemosa
Espèce
Synonymes
Selon Tropicos (29 mai 2024)
- Nonatelia panamensis DC.
- Nonatelia racemosa Aubl. - Basionyme
- Oribasia racemosa (Aubl.) J.F. Gmel.
- Palicourea racemosa (Aubl.) Borhidi
- Psychotria longistipula Benth.
- Psychotria quinquecuspis Müll. Arg.
- Psychotria racemosa (Aubl.) Raeusch.
- Psychotria racemosa Rich.
- Psychotria racemosa (Aubl.) Willd.
- Uragoga quinquecuspis (Müll. Arg.) Kuntze
- Uragoga racemosa (Rich.) Kuntze

Selon GBIF (29 mai 2024)
- Nonatelia panamensis DC.
- Nonatelia racemosa Aubl. - Basionyme
- Oribasia racemosa (Aubl.) J.F.Gmel.
- Palicourea racemosa (Aubl.) Borhidi
- Psychotria longistipula Benth.
- Psychotria quinquecuspis Müll.Arg.
- Psychotria racemosa (Aubl.) Forsyth f.
- Psychotria racemosa (Aubl.) Raeusch.
- Psychotria racemosa Rich.
- Uragoga longistipula (Benth.) Kuntze, 1891
- Uragoga quinquecuspis (Müll.Arg.) Kuntze
- Uragoga racemosa (Aubl.) Kuntze

Palicourea racemosa est une espèce d'arbuste d'Amérique du sud, appartenant à la famille des Rubiaceae.

## Description
Palicourea racemosa est un sous-arbrisseau ou arbuste, hirtelleux à glabrescent, atteignant jusqu'à 3 m de haut.
Les feuilles mesurent 8,5-18 × 2,5-8,5 cm et ont des pétioles longs de 3-15 mm.
Les stipules sont persistantes, unies autour de la tige en une gaine longue de 1,5-3 mm de long, avec 2 lobes par côté, étroitement triangulaires, mesurant 5-12 mm de long.
L'inflorescence est terminale, paniculée, avec un pédoncule long de 0,5-3,5 cm, la partie ramifiée mesurant 1,5-3,5 × 3-4,5 cm, les bractées florales longues de 0,5-1,5 mm, vertes, avec des pédicelles longs de 0-2 mm.
Le limbe du calice est lobé, long de 0,5-1 mm.
La corolle est blanche, avec un tube long de 1,5-3 mm, des lobes longs de 1,2-1,5 mm, avec des projections abaxiales longues de 0,5-1 mm.
Le fruit est subglobuleux à oblate, mesurant 3,5-4 × 5-6 mm, et devenant orange puis rouge et enfin noir.
Il contient 5 pyrènes, avec une fissure ventrale longitudinale centrale, et une strie dorsale.

En 1953, Lemée en propose la description suivante de Palicourea racemosa :

« [Psychotria] racemosa Rich. non W. , Glabre, à feuilles de 0,25-0,27 sur 0,08 oblongues-elliptiques acuminées aux 2 extrémités, luisantes en desspus, à pétiole d'environ 25-30 mm., stipules bifides à lobes longuement acuminés ; inflorescences en grappes terminales pédonculées deux fois plus courtes que les feuilles, à rachis anguleux pubérulent, fleurs ? ; fruit comprimé, fortement côtelé. - Guy. franç. (Dec. loc. cit. et I. k.). »

— Albert Lemée, 1953.

## Répartition
Palicourea racemosa est présent de la Mexique au Brésil, en passant par l'Amérique centrale, la Colombie, le Venezuela, le Guyana, le Suriname, et la Guyane, l'Équateur, le Pérou, et la Bolivie.

## Écologie
Palicourea racemosa pousse dans les forêts de plaine, forêts riveraines, forêts de caatinga du Río Negro sur sable blanc, à 50-600 m d'altitude.
Plusieurs aspects de Palicourea racemosa ont été étudiés : 
- La  modélisation de sa surface foliaire[8],
- sa phénologie reproductive[9],[10],
- ses échanges gazeux et son index chlorophyllien[11],
- la morphométrie de ses fruits et semences[12],
- son écophysiologie[13],
- sa composition chimique[14].

## Protologue

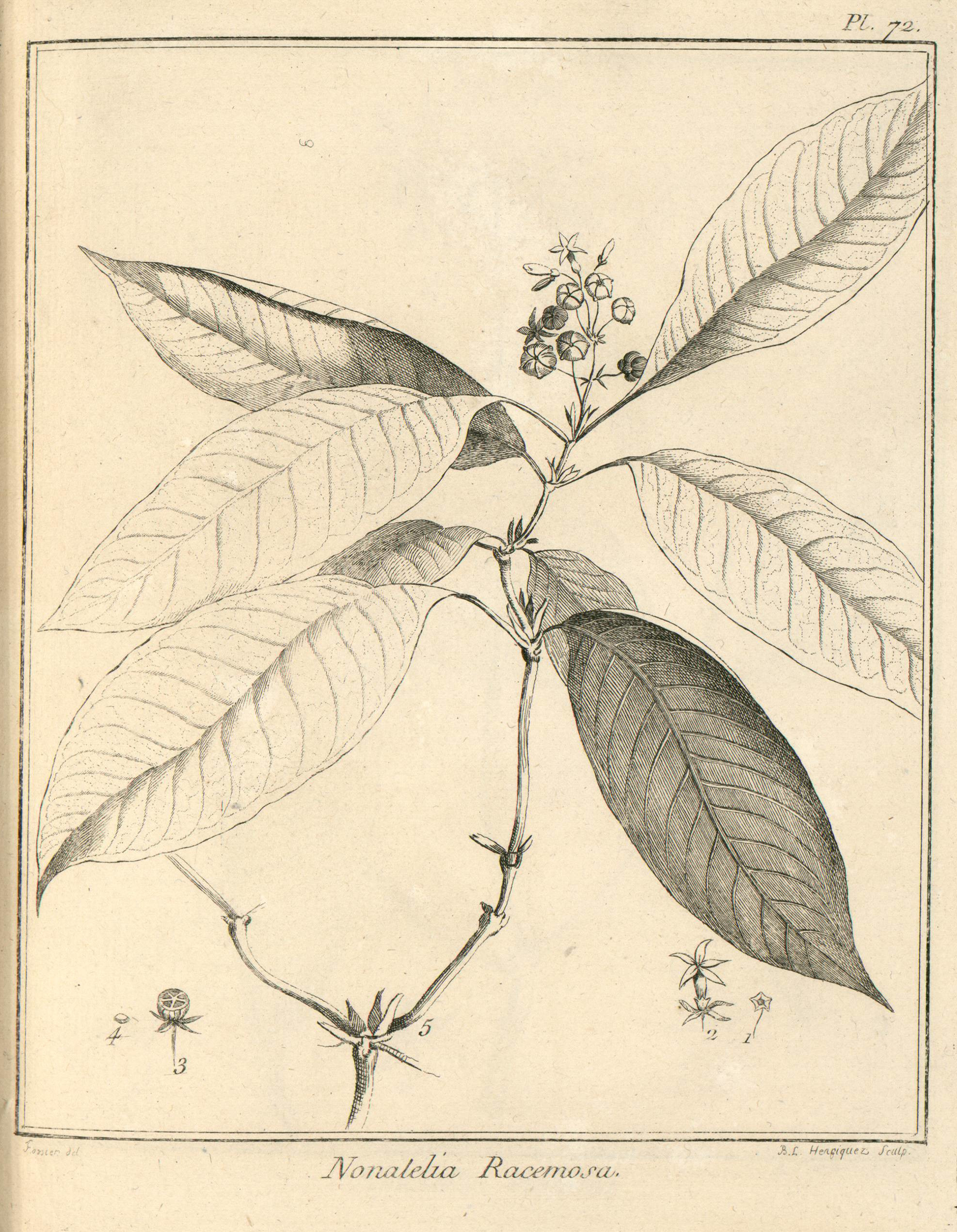
Nonatelia racemosa (= Palicourea racemosa) par Aublet (1775)
- On a repréſenté un fruit coupé tranſverſalement, & une fleur de grandeur naturelle. - 1. Calice. - 2. Fleur épanouie, garnie à ſa baſe de quatre écailles. - 3. Baie coupée en travers. - 4. Semence. - 5. Stipules.

En 1775, le botaniste Aublet a premièrement décrit Palicourea racemosa sous le nom de Nonatelia racemosa et en a proposé le protologue suivant : 

« 4. NONATELIA (racemoſa) foliis ovatis, acutis, petiolatis, involucro calicis tetraphyllo. (Tabula 72.)
Frutex trunco bi vel tri-pedali, ramoſo. Rami nodoſi. Folia ovato-oblonga, acuminata, glabra, ſupernè atro-virentia, internè paliidiora, petiolata. Stipulæ amplexicaules, quadrilobæ, adnexæ. Flores racemoſi, terminales. Involucrum calicis tetraphyllum, foliolis longis, anguſtis. Corolla alba; tubus ventricoſus, limbus quinquendus, lobis acutis. Bacca nigra, decemſtriata, quinquelocularis.
Habitat in ſylvis territorii Orapu.
Florebat fructumque ferebat Auguſto.

L'AZIER à grappe. (PLANCHE 72.)
Cet arbrisseau pouſſe de ſa racine un tronc haut de deux ou trois pieds, ſur deux pouces & plus de diamètre. Son écorce eſt verte, liſſe ; ſon bois eſt dur & blanc. Il jette, à meſure qu'il s'élève, des branches noueuſes & rameuſes, garnies à chaque nœud de deux feuilles oppoſées & diſpoſées en croix. Elles ſont liſſes, minces, entières, ovales, terminées en pointe, d'un vert foncé en deſſus, & plus pales en deſſous. Leur pédicule varie pour la longueur. Il a environ deux pouces, plus ou moins. Il eſt grêle, cylindrique, attache a une petite gaîne qui entoure le nœud ; cette gaîne le partage en quatre longues lanières étroites & pointues. Les rameaux ont auſſi à leur naiſſance une pareille gaine. Les plus grandes feuilles ont ſix pouces de longueur ſur deux de largeur.
Les fleurs naiſſent à l'extrémité des rameaux en petite grappe.
Le calice eſt d'une ſeule pièce, évaſé en forme de coupe à cinq petites dentelures. Il eſt garni à ſa baſe de quatre écailles longues & étroites.
La corolle eſt monopétale, blanche : ſon tube eſt court, renflé vers ſon pavillon, qui eſt partagé en cinq lobes aigus ; il eſt attaché autour d'un diſque ſur l'ovaire.
Les étamines ſont au nombre de cinq, placées ſur la paroi interne du tube au deſſous de ces divisions. Leur filet eſt très court. L'anthère eſt longue & à deux bourses.
Le piſtil eſt un ovaire renfermé dans le fond du calice, avec lequel Il fait corps. Il eſt couvert d'un diſque, du centre duquel s'élève un style qui ſe partage en deux filets terminés par un ſtigmate obtus.
L'ovaire, conjointement avec le calice, devient une baie noire, à dix cannelures, partagée intérieurement en cinq loges qui renferment chacune une graine de ſubſtance cornée.
Cet arbriſſeau croît dans les grandes forêts de la Guiane qu'on traverſe en allant du Orapu à Caux. Il étoit en fleur & en fruit dans le mois de Juillet. »

— Fusée-Aublet, 1775.